# Amped: Freestyle Snowboarding
 (juillet 2019).
Si vous disposez d'ouvrages ou d'articles de référence ou si vous connaissez des sites web de qualité traitant du thème abordé ici, merci de compléter l'article en donnant les références utiles à sa vérifiabilité et en les liant à la section « Notes et références ».
Amped: Freestyle Snowboarding est un jeu vidéo de simulation de snowboard de Microsoft, sorti en même temps que la console de jeux vidéo Xbox (novembre 2001 aux États-Unis et mars 2002 en Europe). Sa suite (Amped 2) est sortie fin 2003 également en exclusivité sur Xbox.

## Système de jeu
Ce jeu de simulation permet de faire tous les tricks (figures) de snowboard.